# Sarles, North Dakota
Sarles, North Dakota (енгл. Sarles) град је у америчкој савезној држави Северна Дакота.

## Демографија
По попису из 2010. године број становника је 28, што је 3 (12,0%) становника више него 2000. године.
| Група             | 2000.      | 2010.      |
| Белци             | 21 (84,0%) | 27 (96,4%) |
| Афроамериканци    | 0 (0,0%)   | 0 (0,0%)   |
| Азијати           | 0 (0,0%)   | 0 (0,0%)   |
| Хиспаноамериканци | 0 (0,0%)   | 0 (0,0%)   |
| Укупно            | 25         | 28         |